# Gerald J. Higgins
Gerald Joseph Higgins (* 29. August 1909 in Chicago, Illinois; † 20. Dezember 1996 in Riverside, Riverside County, Kalifornien) war ein Generalmajor der United States Army. Er kommandierte unter anderem die 82. US-Luftlandedivision.
Gerald Higgins war der Sohn von William Francis Higgins und dessen Frau Martha Martin. Nach der High School trat er im Jahr 1927 als einfacher Soldat der US-Armee bei. Dort diente er in einer Infanterieeinheit in Hawaii. Im Jahr 1930 gelang es ihm einen Kadettenplatz an der Militärakademie zu bekommen. In den Jahren 1930 bis 1934 durchlief er dann die United States Military Academy in West Point. Nach seiner Graduation wurde er als Leutnant der Infanterie zugeteilt. In der Armee durchlief er anschließend alle Offiziersränge bis zum Zweisterne-General.
Im Lauf seiner militärischen Karriere absolvierte Higgins verschiedene Kurse und Schulungen. Dazu gehörten unter anderem die United States Army Infantry School (1938), der Infantry Officer Advanced Course (1939) und der Advanced Communications Officers' Course.
In seinen jüngeren Jahren absolvierte er den für Offiziere in den niederen Rangstufen üblichen Dienst in verschiedenen Einheiten und Standorten. Nach dem amerikanischen Eintritt in den Zweiten Weltkrieg wurde Higgins im Februar 1942 zum Major befördert und zum neu geschaffenen 501. Fallschirmjägerregiment versetzt, das in Georgia stationiert war und der 101. Luftlandedivision unterstand. Von August 1942 bis März 1943 war er Leiter der G3-Abteilung (Operationen) in dieser Division. Anschließend war er bis August 1944 Stabschef der 101. Luftlandedivision und mit seiner Einheit ab Januar 1944 in England stationiert. Anfang Juni 1944 nahm er an der Landung der Alliierten in der Normandie teil. Dabei kam der stellvertretende Divisionskommandeur Don Pratt ums Leben und Higgins wurde von seinem Vorgesetzten Maxwell D. Taylor unter Umgehung von ranghöheren Offizieren zum neuen stellvertretenden Divisionskommandeur ernannt. Er behielt dieses Amt bis zum August 1945 und marschierte mit seiner Einheit in der Endphase des Kriegs durch Frankreich bis nach Deutschland vor. Dabei war er unter anderem an der Abwehr der deutschen Ardennenoffensive beteiligt. Schließlich wurden die Bayerischen Alpen erreicht. Higgins war bereits am 1. August 1944 zum Brigadegeneral befördert worden. Damit war er bis dahin einer der jüngsten Offiziere der amerikanischen Bodentruppen, die einen Generalsrang erreichten.
Von August 1945 bis Januar 1946 leitete Gerald Higgins die United States Army Airborne School. Danach war er bis 1948 Führungsoffizier der Kadetten (Commandant of Cadets) an der Militärakademie West Point. Anschließend war er stellvertretender Divisionskommandeur der in Japan stationierten 24. Infanteriedivision. In den Jahren 1949 und 1950 war er stellvertretender Kommandeur der 4. Infanteriedivision, die in Fort Ord in Kalifornien stationiert war. Nach einer zwischenzeitlichen Tätigkeit als Leiter der G3-Abteilung bei der Organization & Training Division der Armee übernahm er am 20. September 1952 das Kommando über die 82. Luftlandedivision. Dabei löste er Charles Canham ab. Dieses Kommando behielt er bis zum 14. September 1953 als Francis William Farrell seine Nachfolge antrat.
Im Jahr 1955 ging Gerald Higgins in den Ruhestand. Einige Jahre lang arbeitete er für verschiedene Firmen. Mit seiner Frau Mary Elizabeth Roach aus Chicago hatte er einen Sohn und eine Tochter. Er starb am 20. Dezember 1996 in Riverside und wurde auf dem dortigen Friedhof beigesetzt.

## Orden und Auszeichnungen
Gerald Higgins erhielt im Lauf seiner militärischen Laufbahn unter anderem folgende Auszeichnungen:
- Silver Star
- Legion of Merit
- Bronze Star Medal
- American Defense Service Medal
- American Campaign Medal
- European-African-Middle Eastern Campaign Medal
- World War II Victory Medal
- Army of Occupation Medal
- National Defense Service Medal
- Orden der Ehrenlegion (Frankreich)
- Croix de Guerre (Frankreich)
- Kronenorden (Belgien)
- Croix de guerre (Belgien)
- Orden von Oranien-Nassau (Niederlande)
- Presidential Unit Citation